# 葉預
葉預（？—？），字誠之，直隸蘇州府常熟縣人，民籍，明朝政治人物。

## 生平
應天府鄉試第十三名舉人。成化十七年（1481年）中式辛丑科三甲第六十六名進士。

## 家族
曾祖葉均立；祖父葉伯厚；父葉舜錫，母郁氏。